# سیارک ۶۷۶۷
سیارک ۶۷۶۷ (به انگلیسی: 6767 Shirvindt، نامگذاری:1983AA3) شش هزار و هفتصد و شصت و هفتمین سیارک کشف شده است که در ۶ ژانویه ۱۹۸۳ کشف شد.
قدر مطلق سیارک برابر ۱۲٫۷۰ است.